# Le Démon terrassé
Le Démon terrassé (en russe : Демон поверженный) est un tableau du peintre russe Mikhaïl Vroubel réalisé en 1901-1902 et exposé à la galerie Tretiakov.

## Description
La tableau et réalisé à l'huile sur une toile de 139 × 387 cm. Le fond du tableau représente un paysage montagneux, sous un coucher de soleil écarlate. Le démon est comme écrasé par le cadre et ses limites inférieures et supérieures. Elle est réalisée dans le style très personnel de Vroubel avec de multiples facettes cristallines qui font penser à un vitrail. Le peintre réalise cet effet en donnant des coups de pinceau plats et en utilisant un couteau à peindre. Le démon est tombé dans la montagne et reste seul. Sa tête reste droite dans une incroyable fierté, comme détachée du corps. Elle indique que malgré sa chute sa volonté reste intacte. Ses ailes forment une espèce de tapis végétal sur le sol et se mélangent au chaos de formes et des couleurs. Seul le corps, bien que disloqué, garde encore une unité. En 1902 avant que les couleurs ne passent, les teintes dorées et argentées scintillaient davantage sur la toile et évoquaient des milliers de pierres précieuses.   

## Histoire de la composition du tableau
En 1900, Vroubel utilise à nouveau le thème du Le Démon, cher à Mikhaïl Lermontov. Alors qu'il n'a pas encore terminé le Le Démon volant (1900), en 1901 il peint les esquisses préliminaires de son tableau Le Démon terrassé.
Comme le remarque Vladimir von Meck:

« À côté du salon se trouvait une petite pièce séparée par une arcade. C'est là qu'était posée, de la fenêtre au mur, sur toute la longueur de la pièce, une toile immense. Vroubel, avec une ficelle et du charbon de bois l'a séparée en différents carrés. Il était fort enthousiaste et le manifestait. « Je commence ! » dit-il. »

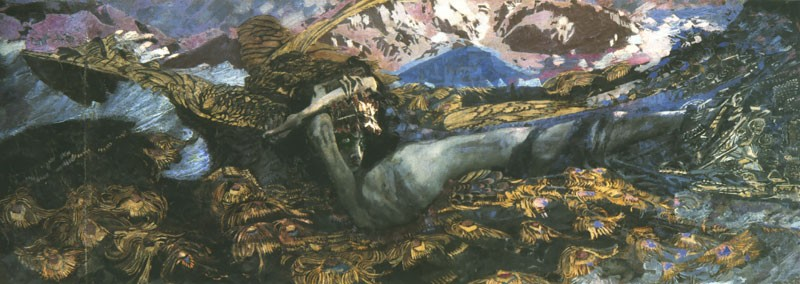
Autre version photo plus sombre

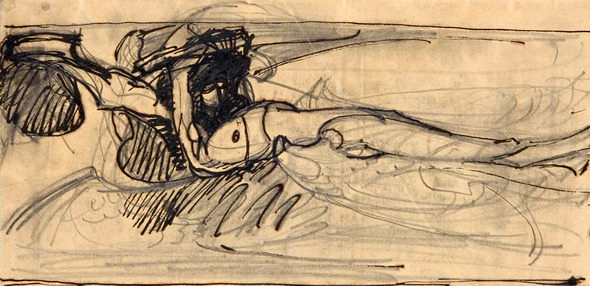
Esquisse, 1901.

Vroubel envoie une lettre inattendue à von Meck, lui demandant de lui fournir des photos de montagne du Caucase : « Je ne m'endormirai pas tant que je ne les ai pas reçues ! ». Il reçoit alors des photos de l'Elbrous et du Kazbek et cette nuit là, à côté de l'esquisse du Démon, des montagnes de perles se sont élevées « recouvertes par le froid éternel de la mort ».
Vroubel a dans l'ensemble une bonne santé, bien que son entourage remarque chez lui de l'irritabilité. Malgré les critiques négatives de la part des revues artistiques de cette époque, sa popularité parmi les connaisseurs ne cessait d'augmenter. À l'automne 1901, son épouse, Nadejda Zabela-Vroubel écrit à sa sœur :

« L'autre jour, les délégués de la Sécession viennoise, sont venus dîner. Ce sont des artistes charmants, ils sont ravis de rencontrer Micha et veulent tous voir son exposition. Malheureusement le Démon ne sera pas prêt pour l'exposition. En général il a beaucoup de travail, et tous veulent avoir des esquisses, des conseils, l'invitent à une exposition ou l'autre, le choisissent comme membre de différentes sociétés. Mais l'argent ne suit pas vraiment bien que sa réputation grandisse à Moscou. Savva Mamontov est sorti de prison et demande lui-aussi des esquisses à Micha. »

En 1901 nait le fils aîné de Vroubel, Savva. Il est né avec un défaut maxillo-facial (une fente labio-palatine). La sœur de Vroubel croyait que ce défaut dérangeait Vroubel. Pourtant, alors qu'il composait son Démon et était en pleine activité, il a peint une grande aquarelle de son fils à 6 mois.   
Le Démon terrassé est terminé en décembre 1901 et est exposé quelques jours à Moscou comme tableau non achevé. 

### Exposition deMir Iskousstva
Au début de l'année 1902, le Démon terrassé est envoyé à Saint-Pétersbourg pour l'exposition de Mir Iskousstva. La toile fait sensation. Pendant la durée de l'exposition Vroubel arrivait chaque matin voir son Démon et jusqu'à midi, quand il n'y avait pas trop de visiteurs, il retravaillait son tableau, le recopiait, le lavait, ajoutait des couleurs, modifiait le personnage et le fond montagneux. Mais il modifiait surtout le visage de son Démon.  
Alexandre Benois, qui regardait Vroubel modifier son œuvre écrit:

« On croirait que le Prince du Monde a posé pour lui, tant il y a de vérité dans ces toiles terrifiantes et belles jusqu'aux larmes. Son démon reste fidèle à sa nature. Il est tombé amoureux de Vroubel, mais le trompe malgré tout. Ces séances à l'exposition  étaient toujours l'occasion de taquineries, de railleries. Mais Vroubel continuait à regarder une face et puis l'autre face de sa divinité, puis les deux en même temps. Et dans cette course à l'insaisissable dans son œuvre il s'est rapidement retrouvé au bord de l'abîme où l'a entraîné sa passion. »

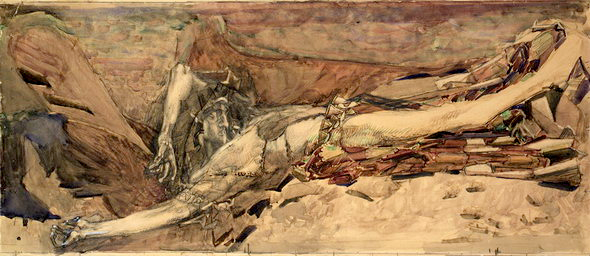
Esquisse, 1901.

Vladimir von Meck, un des organisateurs de l'exposition de Mir Iskousstva, a acheté de nombreuses toiles de Vroubel, parmi lesquelles une des variantes du Démon, quand, en 1902, il a appris que le conseiller du directeur de la galerie Tretiakov avait décidé de ne pas l'acheter. Plus tard, le Démon a été vendu à la galerie Tretiakov où la toile se trouve encore aujourd'hui. C'était l'un des tableaux les plus importants de l'exposition.  

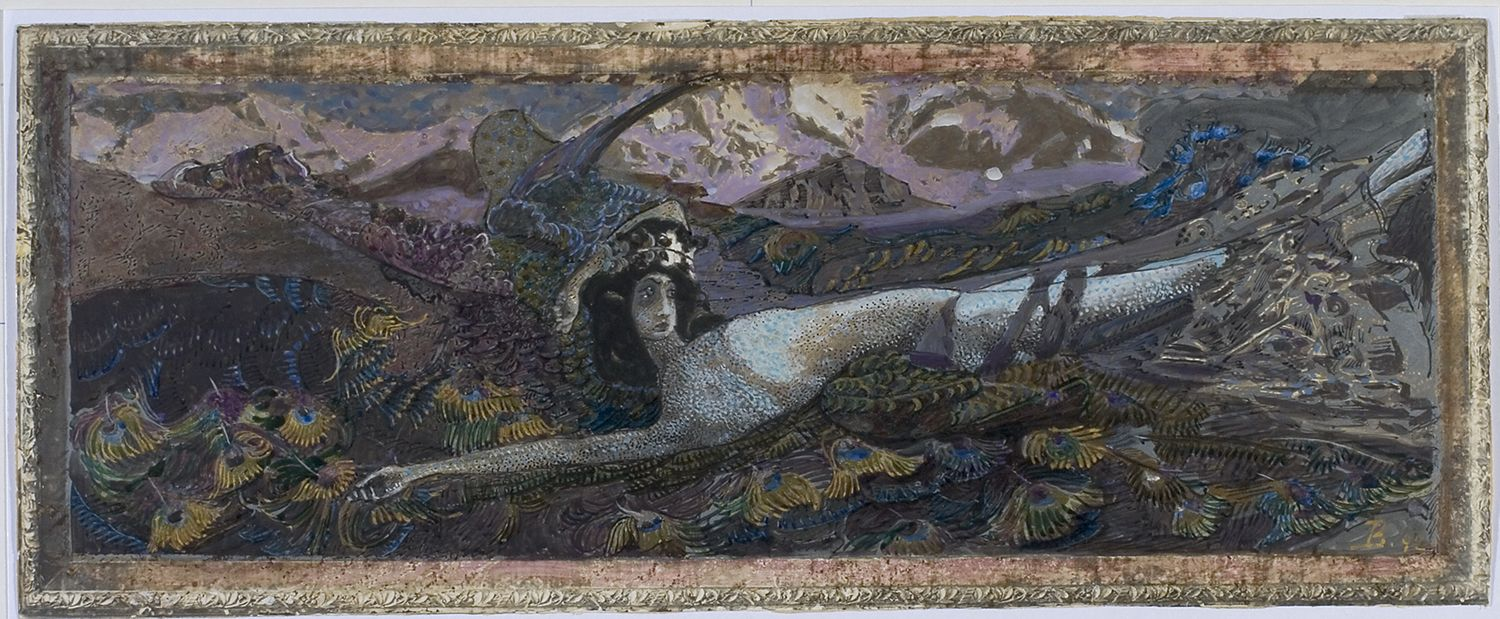
Esquisse, 1901.

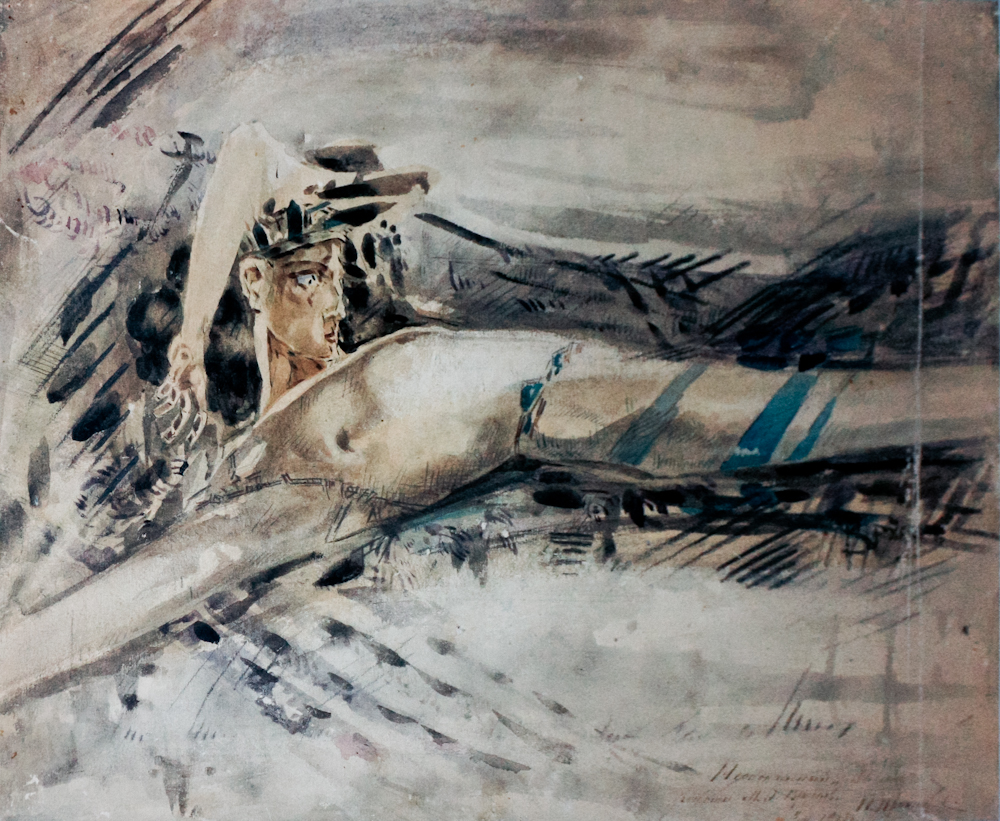
Esquisse de Le Démon terrassé

Dans les premiers mois de l'année 1902, son entourage a commencé à remarquer des symptômes de trouble mental chez Vroubel. Voici ce que dit sa femme à sa sœur Ekaterina Ivanovna Zabeleva-Gay, l'épouse de Nikolaï Gay:

« Tous les proches et familiers remarquèrent que quelque chose s'était produit dans le comportement de Mikhaïl, mais ils doutaient tout de même, parce qu'il ne disait pas de bêtises, il reconnaissait tout le monde, il se souvenait de tout. Il est par contre devenu plus sur de lui, il a cessé d'être embarrassé avec les gens et n'arrête pas de parler. Quand son tableau Démon est envoyé à Saint-Pétersbourg pour l'exposition de Mir Iskousstva , Mikhaïl, malgré le fait que le tableau soit déjà exposé au public, va chaque jour le retravailler de grand matin et je voyais avec stupéfaction que chaque jour il changeait le motif de sa toile. Certains jours, le Démon est très effrayant, puis d'autres jours le Démon réapparaît marqué par une profonde tristesse et une nouvelle beauté...  Toutefois, malgré la maladie, la créativité de Vroubel ne diminue pas, on pourrait même dire qu'elle grandit, mais vivre avec lui est devenu insupportable. »

Finalement Vroubel, atteint de troubles de type maniaque, doit être hospitalisé dans une clinique psychiatrique. L'artiste s'imagine être tantôt le Christ, tantôt le poète Pouchkine, puis il se prépare à devenir gouverneur-général de Moscou, ou encore empereur de Russie. Puis soudain il devient Mikhaïl Skobelev ou Phryné. Il entend des chœurs de voix et prétend qu'il a vécu à l'époque de la Renaissance et qu'il a peint les murs du Vatican avec Raphaël et Michel-Ange. Il consulte le psychiatre Vladimir Bekhterev, qui détecte une grave affection du système nerveux de l'artiste.
De manière réductrice et du fait de la maladie mentale du peintre, le démon est parfois considéré comme le double de Vroubel. Mais il semble que le peintre ait vraiment voulu exprimer la part sublime de l'individu, sa part de liberté qui lui permet de se révolter et de créer. Il est proche dans cette démarche du héros romantique et de l'homme nouveau nietzschéen. Son démon est un symbole de la quête artistique et de la transformation spirituelle.   

## AutresDémons
L'image du Démon se retrouve souvent dans l'œuvre de Vroubel. En 1890 il peint Le Démon assis. En 1899, le Le Démon volant où il est représenté comme le souverain tout puissant de monde.

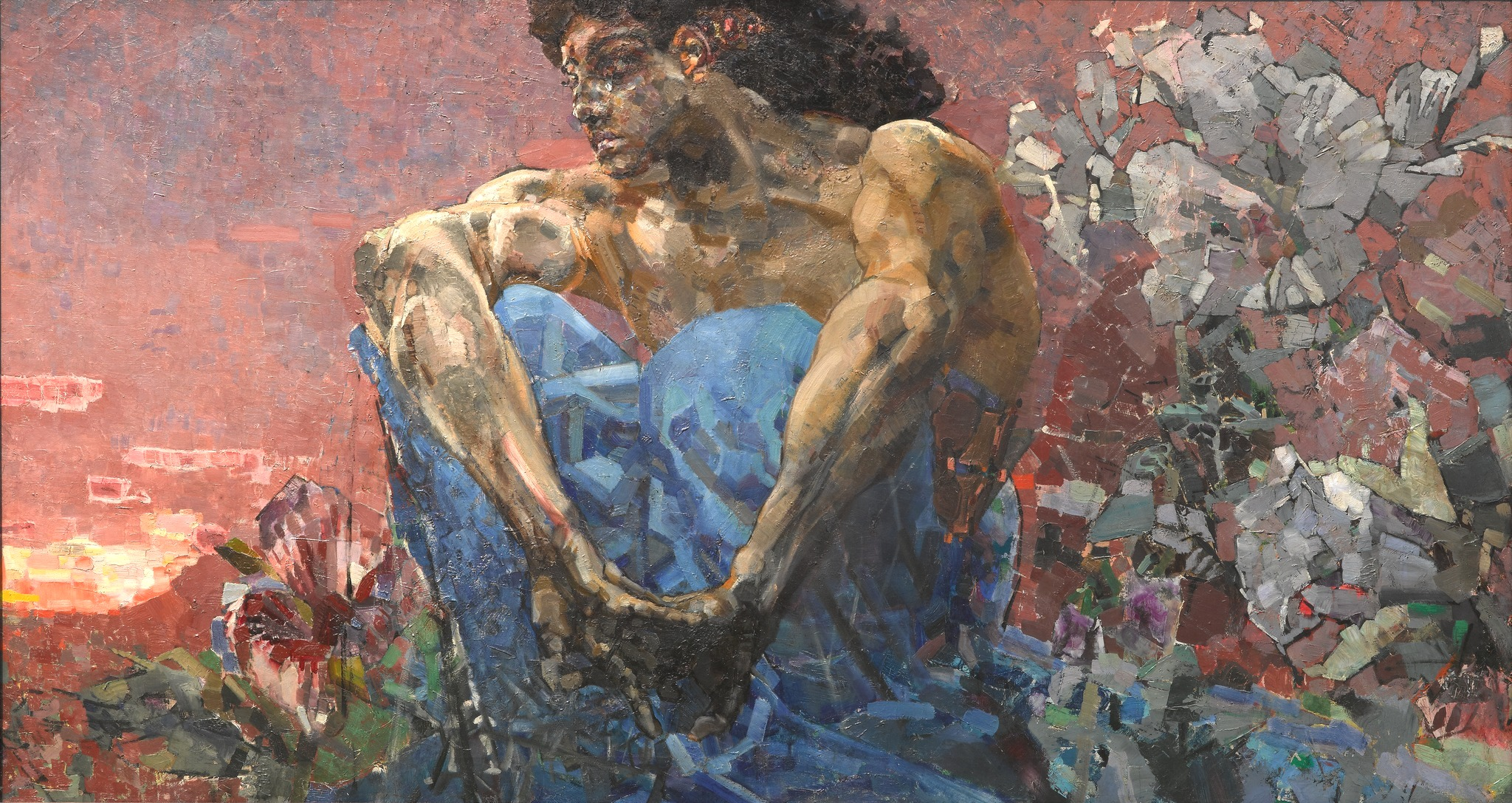
Démon assis, 1890
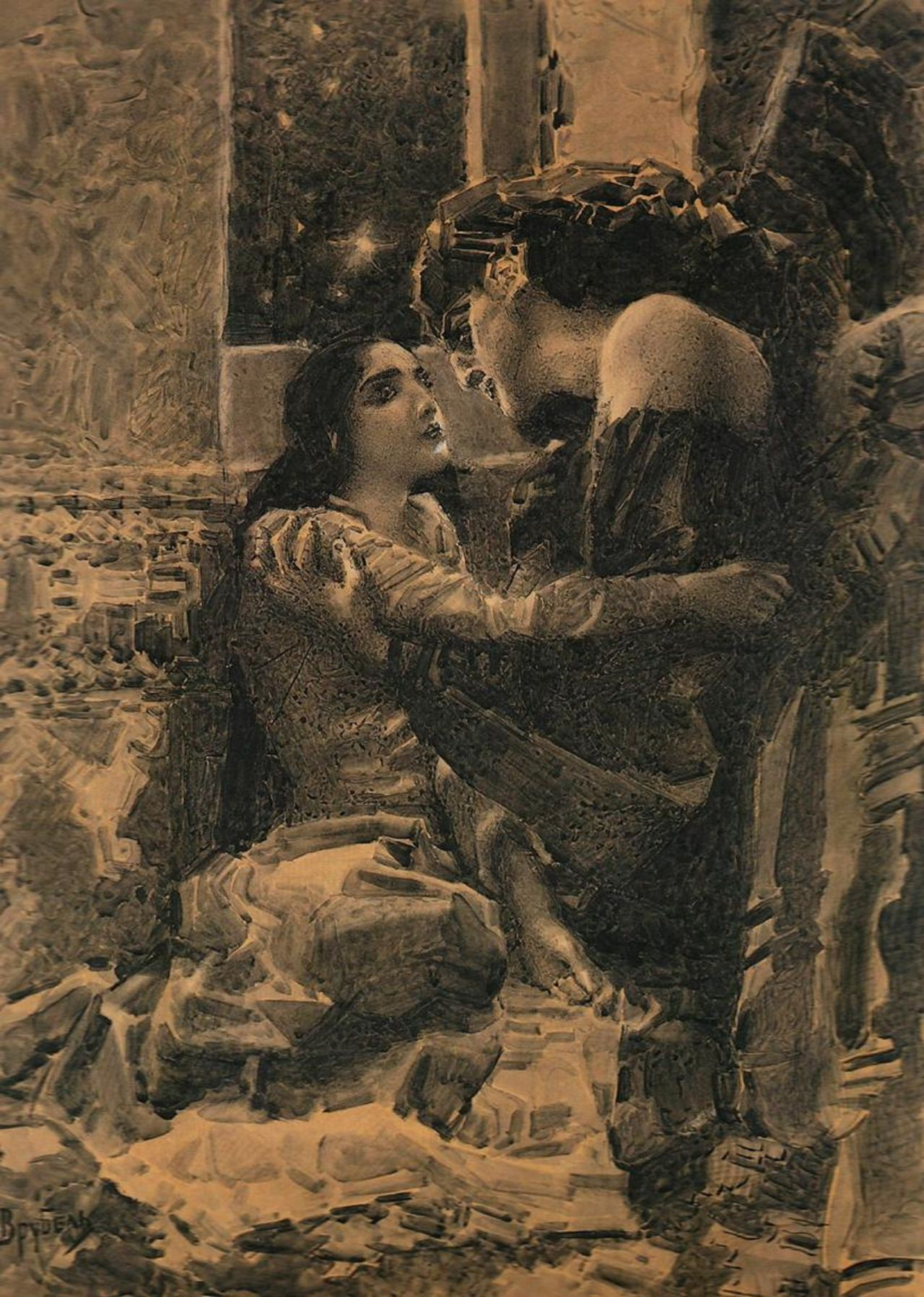
Le Démon et Tamara, illustration du poème de Lermontov, 1890